# إيفان ماتيتش
إيفان ماتيتش هو مدرب كرة قدم ولاعب كرة قدم كرواتي في مركز الوسط، ولد في 30 أبريل 1971 في سبليت في كرواتيا. لعب مع فيرست فيينا ونادي رادنيتشكي سبليت وهايدوك سبليت.